# Comté de Dallas (Alabama)
Pour les articles homonymes, voir Comté de Dallas.
Le comté de Dallas (en anglais : Dallas County) est un comté américain, situé dans l'État de l'Alabama. Il est nommé en l'honneur d'Alexander J. Dallas (1759-1817), 6e secrétaire au Trésor des États-Unis (1814-1816) sous le président James Madison. Lors du recensement des États-Unis de 2010, le comté de Dallas compte 43 820 habitants. Le siège de comté est Selma.

## Histoire
Le comté de Dallas est établi par la législature territoriale de l'Alabama le 9 février 1818 à partir du comté de Montgomery. À l'origine, le siège du comté de Dallas est Cahaba, qui sert également de capitale de l'État pour une brève période. En 1865, le siège du comté est transféré à Selma.
Il est situé dans ce qui est connu comme la région de la ceinture noire (Black Belt) de la partie centre-ouest de l'État. Le nom fait référence à son sol fertile ; la région est en grande partie développé pour les plantations de coton, travaillé par les esclaves Afro-Américains. Le comté de Dallas produit plus de coton en 1860 que tout autre comté de l'État, nécessitant une grande quantité de travailleurs, qui sont issus de l'esclavage. Les propriétaires d’esclaves du comté de Dallas avaient en moyenne dix-sept esclaves contre dix dans le comté de Montgomery. Après l'émancipation qui suit la guerre civile, beaucoup d'Afro-Américains sont restés dans la région et travaillent comme métayers.
En 1965, les marches de Selma à Montgomery marquent l'histoire des États-Unis de la seconde moitié du XXe siècle.

## Géographie

### Situation
Le comté est traversé par la rivière Alabama qui coule du nord-est au sud-ouest à travers son territoire.

### Comtés limitrophes
| Comté de Perry   | Comté de Chilton | Comté d'Autauga  |
| Comté de Marengo | comté de Dallas  |                  |
| Comté de Wilcox  |                  | Comté de Lowndes |

## Démographie
| 1820  | 1830   | 1840   | 1850   | 1860   | 1870   |
| ----- | ------ | ------ | ------ | ------ | ------ |
| 6 003 | 14 017 | 25 199 | 29 727 | 33 625 | 40 705 |

| 1880   | 1890   | 1900   | 1910   | 1920   | 1930   |
| ------ | ------ | ------ | ------ | ------ | ------ |
| 48 433 | 49 350 | 54 657 | 53 401 | 54 697 | 55 094 |

| 1940   | 1950   | 1960   | 1970   | 1980   | 1990   |
| ------ | ------ | ------ | ------ | ------ | ------ |
| 55 245 | 56 270 | 56 667 | 55 296 | 53 981 | 48 130 |

| 2000   | 2010   | - | - | - | - |
| ------ | ------ | - | - | - | - |
| 46 365 | 43 820 | - | - | - | - |